# Orectogyrus sexualis
Orectogyrus sexualis is een keversoort uit de familie van schrijvertjes (Gyrinidae). De wetenschappelijke naam van de soort is voor het eerst geldig gepubliceerd in 1891 door Régimbart.